# 哈夫斯里角
哈夫斯里角（英語：Halfthree Point），是南極洲的海岬，位於南設得蘭群島的喬治王島，處於菲爾德斯半島東南部，在1935年由英國研究隊繪入地圖和命名，現時由南極條約體系管理。